# Övündük, Eleşkirt
Övündük là một xã thuộc huyện Diyadin, tỉnh Ağrı, Thổ Nhĩ Kỳ.